# 月洲寺
月洲寺（げっしゅうじ）は、東京都台東区にある臨済宗南禅寺派の寺院。

## 歴史
江戸時代初期、最岳元良によって開山された。金地院住職の隠居寺として創建された。
1923年（大正12年）の関東大震災や1945年（昭和20年）の空襲で、1818年（文政元年）以降の過去帳しか残っていない。そのため歴代住職のうち、1世から9世までは金地院住職の引退記録に基づく暫定的なものである。
近くに日光街道が通っており、将軍の足洗場（休憩所）に指定されていた。

## 交通アクセス
- 日比谷線三ノ輪駅より徒歩約4分（経路案内）。